# Gustav Frenssen
Gustav Frenssen (Barlt, 19 ottobre 1863 – Barlt, 11 aprile 1945) è stato uno scrittore tedesco.

## Biografia
Frenssen nacque nel villaggio di Barlt, nel Ducato di Holstein. Studiò nelle università di Tubinga, Berlino e Kiel. Prese ordini e dal 1892 al 1902 fu pastore a Hemme, laureandosi come dottore in teologia a Heidelberg nel 1903. Ma già da alcuni anni fu noto come scrittore di romanzi, e nel 1902, un anno dopo il suo grande successo con Jörn Uhl (1901), rinunciò al suo pastorato e dedicò tutto il suo tempo alla letteratura.
Nei suoi ultimi anni, abbandonò il cristianesimo. Invece, si rivolse a una forma di neopaganesimo germanico che si adattò anche alle sue idee liberali sulla sessualità.

## Opere
- Dorfpredigten
- Jörn Uhl (1901)
- Die Sandgräfin (1895, 3ª ed. 1902)
- Die drei Getreuen (1898)
- Das Heimatsfest (1903)
- Hilligenlei (1905)
- Peter Moor's Fahrt nach Süd-West (1906)
- Klaus Henrich Baas (1909)
- Sönke Erichsen, a play (1912)
- Die Brüder (1918)
- Der Pastor von Poggsee (1921)
- Otto Babendiek
- Grübeleien, observations (3 vols.)
- Recht oder Unrecht: Mein Land (1940)